# Piper pulleanum
Piper pulleanum är en pepparväxtart som beskrevs av Truman George Yuncker. Piper pulleanum ingår i släktet Piper och familjen pepparväxter. Inga underarter finns listade i Catalogue of Life.